# Шабакевич, Людвик
Людвиг Стефан Шабакевич (пол. Ludwik Stefan Szabakiewicz; 24 июня 1902, Львов, Цислейтания — 31 июля 1944, концлагерь Освенцим, Верхняя Силезия) — польский футболист, нападающий.

## Биография

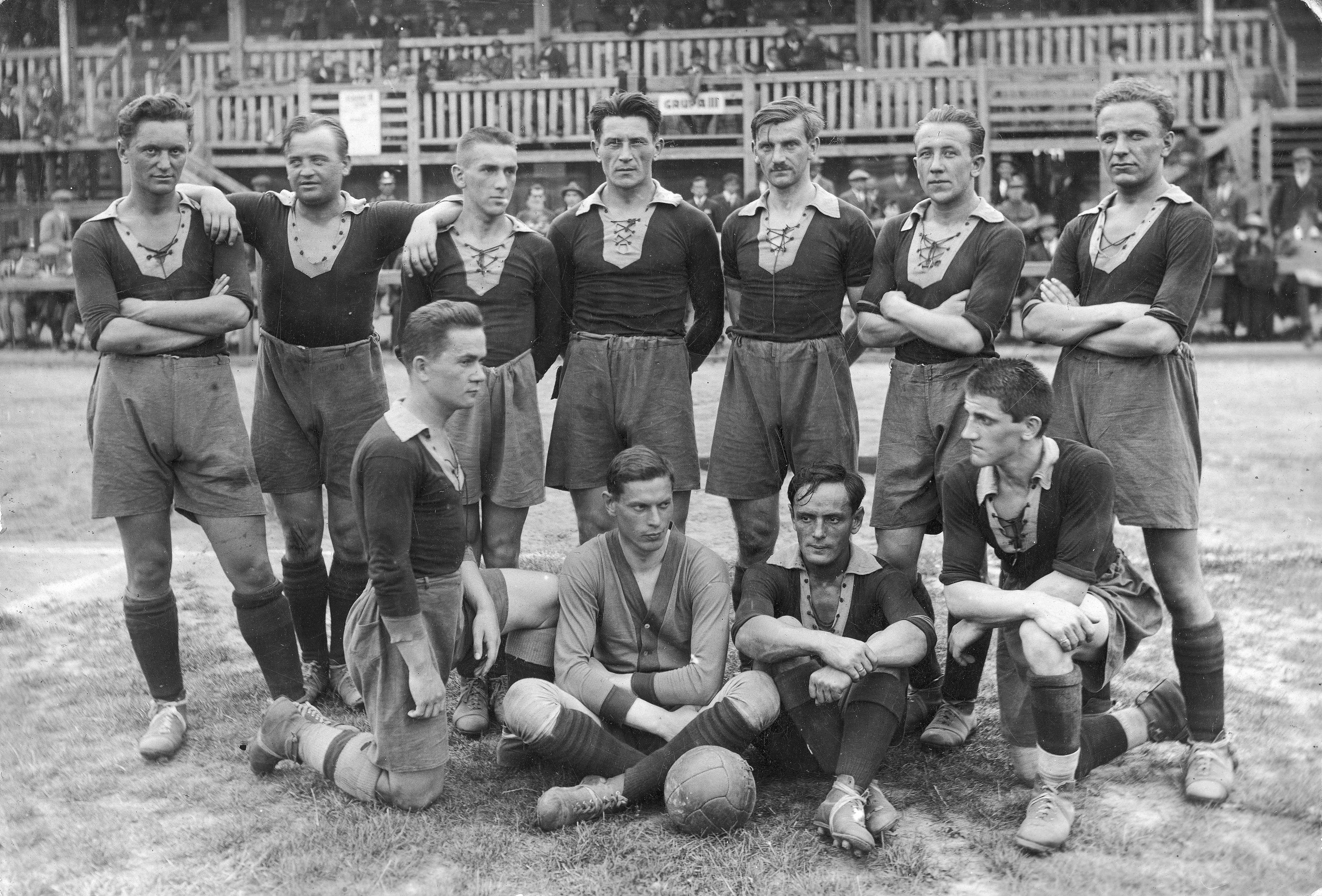
«Погонь» во Львове, 1926 год. Шабакевич стоит первый справа

Родился 24 июня 1902 года во Львове. Футбольную карьеру начал в клубе «Лехия» (1920—1922).
Большую часть карьеры провёл за львовский «Погонь» (1922—1931), играл на позиции нападающего. Трижды завоёвывал титул чемпиона Польши.
За национальную сборную провёл два матча: первый — 19 июля 1925 года в Кракове (поляки проиграли венграм 0:2), второй — 1 июля 1928 года в Катовице (сборная Польши обыграла Швецию 2:1). 
Во время Второй мировой войны солдат Армии Крайовой. Арестован гестапо 2 сентября 1942 года. Заключённый лагеря Майданек. В апреле 1944 года переведен в Аушвиц, где и умер 31 июля 1944 года. По некоторым данным он погиб во время железнодорожной перевозки из Освенцима в лагерь Нацвейлер.